# Aeromar
Aeromar – nieistniejąca meksykańska linia lotnicza z siedzibą w Meksyku. Głównym węzłem był port lotniczy Meksyk-Benito Juarez. Funkcjonowała w latach 1987-2023.